# Nazionale femminile di pallanuoto del Canada
La nazionale di pallanuoto femminile canadese è la rappresentativa pallanuotistica del Canada in campo femminile nelle competizioni internazionali. La sua federazione di riferimento è la Canadian Water Polo Association.
I migliori risultati conseguiti dalle canadesi sono stati una Coppa del Mondo nel 1981, l'oro nel primo torneo femminile dei Giochi panamericani nel 1999 e due argenti mondiali a Perth 1991 e Roma 2009.

## Risultati

### Massime competizioni
Olimpiadi
- 2000 5º
- 2004 7º
- 2020 5º
- 2024 8º

Mondiali
- 1986 4º
- 1991  Argento
- 1994 5º
- 1998 6º
- 2001  Bronzo
- 2003 4º
- 2005  Bronzo
- 2007 6º
- 2009  Argento
- 2011 8º
- 2013 8º
- 2015 11º
- 2017 4º
- 2019 9º
- 2022 9º
- 2023 7º
- 2024 8º

### Altre
Giochi panamericani
- 1999:
- 2003:
- 2007:
- 2011:
- 2015:
- 2019:
- 2023:

Coppa del Mondo
- 1979: 4º
- 1980:
- 1981:
- 1983: 4º
- 1988:
- 1989: 4º
- 1991: 4º
- 1993: 7º
- 1997: 5º
- 1999: 4º
- 2002:
- 2006: 7º
- 2010: 5º
- 2018: 6º

World League
- 2004: 5º
- 2005: 6º
- 2006: 6º
- 2007: 4º
- 2008: 4º
- 2009:
- 2010: 8º
- 2011: 6º
- 2012: 7º
- 2013: 7º
- 2014: 6º
- 2015: 6º
- 2016: 7º
- 2017:
- 2018: 4º
- 2019: 7º
- 2021: 4º
- 2022: 7º

### Competizioni giovanili
- Campionato mondiale U20: 1

2003

## Formazioni

### Olimpiadi
Giochi olimpici - Sydney 2000Arpin · Auger · Bégin · Campbell · Collins · Deslières · Dionne · Dow · Gardiner · Horn-Miller · Lizé · Marsolais · Salat, CT: Daniel Berthelette
Giochi olimpici - Atene 2004Arpin · Bégin · Campbell · Collins · Dewar · Dionne · Dow · Gardiner · Illing · Lamarre · Riddell · Robinson · Salat, CT: Patrick Oaten

### Altro
- Coppa del Mondo – Brisbane 1981 -  Oro:

Sylvie Archambault, Tracy Crandall, Odile Delaserra, Isabel Deschames, Michelle Despatis, Jocelyne Dumay, Diedre Finchaw, Johanne Gerbais, Janice Gilbey, Heather Gifford, Hilary Knowles, Denise Prefontaine, Sylvie Thibault.
- Giochi Panamericani – Santo Domingo 2003 -  Argento:

Marie Luc Arpin, Christi Bardecki, Johanne Bégin, Cora Campbell, Melissa Collins, Andrea Dewar, Valérie Dionne, Ann Dow, Susan Gardiner, Marianne Illing, Whynter Lamarre, Rachel Riddell, Jana Salat. C.T.: Patrick Oaten.
- Mondiali – Montreal 2005 -  Bronzo:

Krystina Alogbo, Marie-Luc Arpin, Johanne Bégin, Cora Campbell, Tara Campbell, Valerie Dionne, Ann Dow, Susan Gardiner, Whynter Lamarre, Dominique Perreault, Rachel Riddell, Christine Robinson, Jana Salat. C.T.: Patrick Oaten.
- Giochi Panamericani – Rio de Janeiro 2007 -  Argento:

Krystina Alogbo, Joëlle Békhazi, Alison Braden, Cora Campbell, Tara Campbell, Emily Csikos, Whynter Lamarre, Sandra Lizé, Dominique Perreault, Marina Radu, Rachel Riddell, Christine Robinson, Rosanna Tomiuk. C.T.: Patrick Oaten.
- Mondiali – Roma 2009 -  Argento:

Krystina Alogbo, Joëlle Békhazi, Tara Campbell, Emily Csikos, Carmen Eggens, Whitney Genoway, Marissa Janssens, Katrina Monton, Dominique Perreault, Marina Radu, Rachel Riddell, Christine Robinson, Rosanna Tomiuk. C.T.: Patrick Oaten.